# Andocs
Andocs (hongrois : Andocs [ˈɒndot͡ʃ]) est une localité hongroise située dans le comitat de Somogy.

## Histoire
L'histoire d'Andocs remonte à une époque antérieure à la conquête hongroise, comme en témoignent les traces de peuplement ancien dans la région. Durant l'époque Árpádienne, la localité appartenait à la branche Óvári-Keméndi de la famille Győr. Elle est mentionnée comme paroisse dès 1332-1337 dans les registres de dîme papale. En 1391, le roi Sigismond de Luxembourg en fit don aux moines chartreux de Lövöld.
Au début du XVIe siècle, la localité se divise en trois parties : Egyházas-Andocs, possession des pères paulins de Tolna ; Nemes-Andocs, détenue par Mihály Uzdy et Mihály Ispán ; et Kápolnás-Andocs, propriété du prieuré de Lövöld. Toutefois, au milieu du XVIe siècle, les Ottomans occupent la région, provoquant l'exode d'une partie de la population. Ceux qui restent se regroupent, ce qui réduit le nombre de foyers soumis à l'impôt. Durant cette période de domination, les catholiques locaux reçoivent le soutien de laïcs liceátus, qui facilitent la pratique de leur foi.
En 1640, György Jakusich, évêque de Veszprém, initie une mission jésuite à Andocs, confiée à l'ordre pendant 46 ans. Les missionnaires assurent alors l'accompagnement spirituel de 16 paroisses et de 56 villages. En 1643, le père János Horváth, premier jésuite en poste, découvre une église abandonnée et une paroisse désertée, mais la statue de la Vierge Marie y est restée intacte. Entre 1665 et 1681, le père Miklós Horváth développe le sanctuaire marial, qui devient l'un des principaux lieux de pèlerinage de Hongrie occidentale.
Après le départ des Ottomans, les jésuites quittent Andocs pour Pécs, laissant le sanctuaire sans entretien pendant 30 ans. En 1721, l'évêque de Veszprém confie l'église aux franciscains, qui construisent un nouveau couvent de 12 pièces, détruit peu après par un incendie. En 1725, la reconstruction du monastère baroque débute et s'achève 15 ans plus tard. La chapelle gothique, épargnée par le feu, est intégrée au nouveau sanctuaire en tant que chœur de l'église actuelle. Celle-ci est consacrée en 1747 par Márton Padányi Bíró, évêque de Veszprém, qui y fait également installer trois cloches dans son clocher.
Simultanément, une grande crypte est aménagée sous l'église pour y accueillir les dépouilles des bienfaiteurs du sanctuaire, ainsi que celle du baron Gottfried Saarna, ancien major des kuruc, qui trouva refuge dans le monastère après la guerre d'indépendance de Rákóczi.
À partir de 1726, Andocs devient une propriété de l'évêché de Veszprém. À la fin du siècle, sa population dépasse 1 000 habitants, et une école primaire catholique est en activité. Au début du XXe siècle, la population approche 1 800 habitants, mais les années 1910 voient un exode avec 111 demandes de passeports d'émigration. Les habitants revenus de l'étranger font ériger la statue de la Sainte Trinité devant l'église. Lors de la Première Guerre mondiale, 254 hommes d'Andocs sont mobilisés, dont 35 périssent au combat.
Les premières associations civiles voient le jour en 1894, avec la fondation du Cercle des artisans, suivie de l'association de lecture, des pompiers volontaires, du club de tir et de jeunesse (Levente), ainsi que du mouvement agricole KALOT. Une coopérative agricole (Hangya) fonctionne jusqu'en 1948, tandis que des coopératives de crédit et laiteries facilitent les besoins des agriculteurs. En 1934, une route en macadam relie Andocs à Karád, et un terrain de sport est inauguré dans le village.
Après la Seconde Guerre mondiale, 304 habitants demandent des terres, aboutissant à la redistribution de 1 572 katasztrales de terres agricoles. Les habitants de Németsűrűpuszta reçoivent en plus des terrains constructibles. La municipalité, administrée en tant que notariat intercommunal depuis 1872, devient un conseil municipal indépendant en 1950. La même année, la première coopérative agricole collective, baptisée Sztálin, est créée, suivie en 1952 par l'Új Barázda. Après plusieurs fusions et réorganisations administratives, Andocs devient le centre de soins de la région, bien que son développement reste limité. L'école primaire souffre de surcharges, car elle accueille les élèves des classes supérieures de Karád. Les plus jeunes sont scolarisés dans l'ancien couvent, un bâtiment qui n'avait pas été conçu à l'origine pour l'enseignement.
L'autonomie administrative est restaurée en 1988, bien que certains bâtiments communautaires essentiels restent à construire. Andocs intègre alors les villages de Németsűrű et Toldipuszta, qui disposent chacun d'un représentant au conseil municipal.
La région d'Andocs comptait autrefois plusieurs villages aujourd'hui disparus ou réduits à l'état de puszta :  
- Kis-Andocs : une zone du territoire communal porte encore le nom de Kisandocsi-dűlő. Il s'agissait probablement du village de Kápolnás-Andocs, rebaptisé par la suite Kis-Andocs, qui fut abandonné après 1660.
- Köpi-puszta : connue sous le nom de Köp au Moyen Âge, elle est mentionnée en 1229 comme Villa Cup, possession du chapitre de Székesfehérvár. Entre 1251 et 1266, elle passe à l'abbaye de Tihany, avant d'être louée en 1337 par Pál Ugali. En 1478, György Zichy y possédait des terres. En 1536, elle était partagée entre Rafael Zichy et le prieur de Lövöld (aujourd'hui Városlőd). Après une brève appartenance à Bálint Magyar en 1557, elle est déclarée dépeuplée en 1567. Sous la domination ottomane, elle réapparaît en 1573-1574 sous le nom de Köb, avec 11 foyers enregistrés. Entre 1726 et 1733, elle appartient à l'évêché de Veszprém, avant de disparaître progressivement.

## Population

### Tendances démographiques
| 2001  | 2002  | 2003  | 2004  | 2005  | 2006  | 2007  | 2008  | 2009  |
| ----- | ----- | ----- | ----- | ----- | ----- | ----- | ----- | ----- |
| 1 200 | 1 200 | 1 193 | 1 182 | 1 146 | 1 139 | 1 152 | 1 123 | 1 117 |

### Minorités culturelles et religieuses
Lors du recensement de 2011, 77,8 % des habitants se déclaraient Hongrois, 1,4 % Allemands, 0,8 % Roms et 0,2 % Roumains (22 % n'ont pas répondu ; en raison des identités multiples, le total peut dépasser 100 %). La répartition religieuse était la suivante : 65,9 % catholiques romains, 2,3 % réformés, 1,1 % évangéliques, 0,1 % catholiques grecs, 3,7 % sans appartenance religieuse, tandis que 26,4 % n'ont pas répondu.
En 2022, 90 % de la population se déclaraient Hongrois, 4,7 % Roms, 2,1 % Allemands, 0,2 % Ukrainiens, 0,1 % Roumains, 0,1 % Croates, 0,1 % Bulgares, tandis que 1,8 % appartenaient à une autre nationalité étrangère (8,8 % n'ont pas répondu).
Concernant l'appartenance religieuse, 55,5 % étaient catholiques romains, 1,6 % réformés, 1 % évangéliques, 0,1 % juifs, 0,7 % autres chrétiens, 2,3 % autres catholiques, 6,5 % sans appartenance religieuse, tandis que 32,3 % n'ont pas répondu.

## Équipements

### Réseaux extra-urbains
Andocs se situe à 25 kilomètres au sud de Balatonföldvár, le long de la route 6505. Elle comprend également les hameaux de Nagytoldipuszta et Németsűrűpuszta, autrefois communes indépendantes, accessibles par une route secondaire partant du village. La commune est desservie par un réseau de bus régulier ainsi que par la ligne ferroviaire Kaposvár–Siófok. La halte ferroviaire d’Andocs, située à Nagytoldipuszta, se trouve à trois kilomètres à l’ouest du centre du village et est accessible par la route secondaire 65 311, qui se détache de la route 6514. Ses localités voisines sont Karád et Somogymeggyes au nord, Nágocs à l’est, Somogyacsa et Bonnya au sud, ainsi que Kisbárapáti et Fiad à l’ouest.
En arrivant depuis Kaposvár, chef-lieu du comitat, les visiteurs sont accueillis par le lac de pêche Sziget, situé à la limite du village. Le centre d’Andocs est dominé par le haut clocher jaune de l’église, visible depuis tous les points du village. L’édifice religieux, accompagné de son monastère, constitue un repère emblématique de la localité. Sur la place Saint-François, se trouvent la mairie, l’école et la route menant à Karád, qui assure une connexion vers Balatonlelle.

## Patrimoine local
L'église de l'Assomption (Nagyboldogasszony-templom), principal monument d'Andocs, est un sanctuaire baroque dont le chœur date du XIVe siècle. Le premier témoignage de son existence figure dans les registres de dîme papale de 1332-1337, qui mentionnent la paroisse médiévale du village. Lors de sa reconstruction au XVIe siècle, l'édifice reçoit l'un des plus beaux chœurs à voûtes réticulées de la région, devenu l'élément architectural central du monastère.
Après la reconquête de la région sur les Ottomans, le prêtre János Horváth, de la Compagnie de Jésus, découvre l'ancienne église paroissiale en ruines et, à l'intérieur, une statue de la Vierge Marie restée intacte. Dès le XVIIe siècle, Andocs devient un lieu de pèlerinage marial.
En 1721, les franciscains, qui succèdent aux jésuites, construisent un monastère attenant à l'église. Toutefois, deux ans plus tard, celui-ci est détruit par un incendie. Parmi les objets sauvés du sinistre, trois statues ont été conservées et figurent encore aujourd'hui sur le maître-autel de l'église. La construction d'un nouveau couvent débute en 1725, tout en intégrant le chœur médiéval de l'édifice précédent. L'ensemble monastique et l'église sont consacrés en 1747.
L'élément le plus vénéré du sanctuaire est la statue de la Vierge Marie, que la comtesse Katalin Széchenyi fait habiller d'un manteau somptueux. Ce geste initie une tradition selon laquelle la statue est régulièrement revêtue de nouvelles tenues en guise d'offrande. Aujourd'hui, la collection comprend plus de 258 vêtements, exposés au musée des Manteaux de Marie (Mária Múzeum). Le plus ancien habit encore intact date de 1852 et a été offert par Cili Tallián Boronkay. Les manteaux proviennent du monde entier, notamment de Hongrie, des communautés hongroises au-delà des frontières, mais aussi d'Irlande, du Canada, d'Amérique du Sud et de Chine.
Le poète et prêtre Sándor Sík a consacré un poème à la Vierge d'Andocs intitulé Az Andocsi Máriához (À Marie d'Andocs), dont les premiers vers sont :  
« Appuyés sur notre bâton, une béquille brisée en main, / Nous venons en pèlerinage, / Pauvres petits-enfants des Hongrois, / Fidèles à la Vierge Marie. »
Selon la légende, plusieurs miracles sont liés à l'église d'Andocs, comme en témoignent les cartes de dédicace accrochées aux manteaux de la Vierge exposés au musée marial.
Dans le parc du monastère se trouvent la source sacrée (Szent kút) et le lac saint (Szent tó). Un récit célèbre raconte qu'en 1944, une fillette de quatre ans atteinte de méningite fut amenée ici alors qu'elle ne pouvait plus marcher. Les médecins n'ayant plus d'espoir, ses sœurs la plongèrent dans l'eau du lac sacré. De retour chez elle, lorsqu'on la descendit de la charrette, elle se mit à marcher spontanément vers sa mère. Le phénomène, rapporté par la presse de l'époque, fut reconnu comme miraculeux. Plus tard, la fillette, devenue adulte, pratiqua l'athlétisme et exerça en tant que technicienne chimiste, tout en restant une fervente croyante.
Un autre miracle attribué à la statue de la Vierge raconte qu'elle aurait été transportée par des anges depuis Kalocsa jusqu'à Andocs. Cette sculpture gothique, haute de 160 cm, est finement sculptée et peinte. Elle est revêtue d'un nouvel habit tous les quinze jours, selon les couleurs liturgiques du calendrier religieux.
C'est notamment grâce à ces récits miraculeux qu'Andocs est devenu un important centre de pèlerinage. En raison de l'affluence croissante, plusieurs grands pèlerinages ont été instaurés au fil du temps, dont :  
- La Pentecôte,
- La fête de l'Assomption,
- La fête des Anges Gardiens,
- La fête de la Nativité de la Vierge,
- La fête de Notre-Dame du Rosaire,
- La fête de Notre-Dame de Hongrie.

Au total, le sanctuaire accueille 13 pèlerinages annuels et organise six processions de réparation à l'esprit de Fatima.
Le musée des Manteaux de Marie, situé dans l'aile de la paroisse, expose ces dons vestimentaires offerts en signe de gratitude. Contrairement à d'autres lieux saints où des plaques de marbre commémorent les remerciements, les pèlerins d'Andocs expriment leur attachement par l'offrande de vêtements. Le vestiaire de la Vierge compte aujourd'hui plus de 330 tenues, ce qui constitue une collection unique en Europe.
Deux habitantes du village sont chargées d'habiller la statue lors des cérémonies religieuses, notamment avant les pèlerinages majeurs, ce qui nécessite parfois deux à trois jours de préparation pour décorer l'église et le sanctuaire.
Le musée marial est accessible toute l'année. Il suffit de frapper à la porte du presbytère, où l'archiprêtre accompagne les visiteurs et raconte l'histoire du sanctuaire et de ses collections.
Devant le monastère se dresse une statue baroque de la Sainte Trinité du XVIIIe siècle, bien qu'une inscription indique qu'elle aurait seulement 118 ans. Le village abrite également deux anciennes maisons paysannes à porche, toutes trois protégées au titre des monuments historiques'.
Par ailleurs, Andocs possède l'unique charte de fondation des maîtres ramoneurs conservée dans le comitat de Somogy. Une copie de ce document est exposée à l'hôtel de ville.
Des recherches historiques sur Andocs ont été menées par Sándor Bősze, directeur des archives du comitat, et publiées au tournant du millénaire dans la collection 100 magyar falu (100 villages hongrois).

## Jumelages
| Ville | Ville     | Pays | Pays      |
| ----- | --------- | ---- | --------- |
|       | Flaurling |      | Autriche  |
|       | Jurová    |      | Slovaquie |

## Personnalités liées à la localité
L'opéra et acteur János Sárdi vécut dans la localité.